# Sokratis Sidiropoulos
Sokratis Sidiropoulos (griechisch Σωκράτης Σιδηρόπουλος, auch Socrate Sidiropoulos transkribiert; * 9. März 1947 in Attika, Griechenland) ist ein griechischer Kunstmaler und Bildhauer.

## Leben
Seine Mutter lehrte ihn Zeichnung, Ikonographie, Fresken und Mosaiken. Er war ein Schüler des Bildhauermeisters Ossip Zadkine und studierte Bildhauerei mit dem weißen pentelischen Marmor bei dem Bildhauer Costas Valsamis. Westliche Malerei studierte er bei den Malern Zoe Valsamis und Philopoemen Constantinidi an der École nationale supérieure des beaux-arts de Paris. Er absolvierte sodann sein Studium an der Académie de la Grande Chaumière in Paris.
Die Höhlenikonen von Kappadokien, die Fresken und die Mosaiken führten ihn zur klassischen Malerei. Vom Stierkampf beeindruckt, hat er die Porträts der großen Matadore Manolete, Nimeño II, Paquirri und anderen gemalt. Von Corridas fasziniert, schuf er eine Reihe von Stierkampfszenen. Angezogen von der Flamenco-Musik und die städtische Umwelt von Sevilla, malte er verschiedene Flamencoszenen.

## Werk
- Gemälde, The Artist and his Room, Musée communal des beaux-arts d’Ixelles, Brüssel, Belgien.
- Gemälde, Oriental Portrait, Göteborgs  konstmuseum, Göteborg, Schweden.
- Gemälde, Manolete, Museo de Arte de El Salvador, El Salvador.
- Gemälde, Suleiman the Magnificent, Puschkin-Museum, Moskau, Russland.
- Gemälde, La Vuelta (Nimeno II), Nouveau Musée National de Monaco, Les Villas des Pins, Monaco.